# 들고양이고래
들고양이고래(학명: Feresa attenuata)는 고래하목 이빨고래류 참돌고래과에 속하는 희귀한 해양 포유류의 일종이다. 영어권 명칭 "Pygmy Killer Whale"은 "작은 범고래"라는 의미이며, 신체적 특징이 범고래와 유사하기 때문에 붙여진 이름이다. 돌고래의 일종으로 들고양이고래속(Feresa)에 속하는 유일종이다.

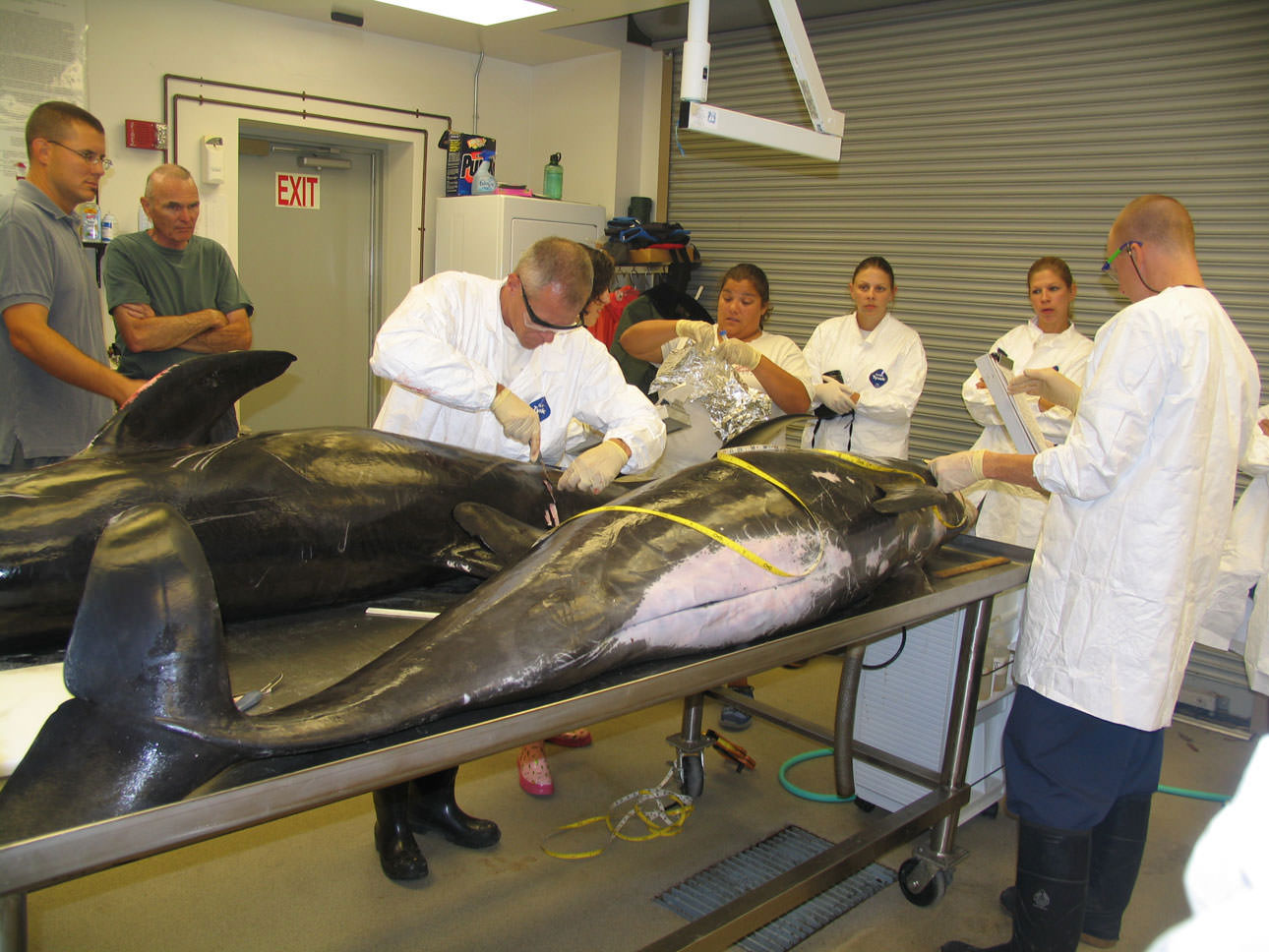
들고양이고래의 부검

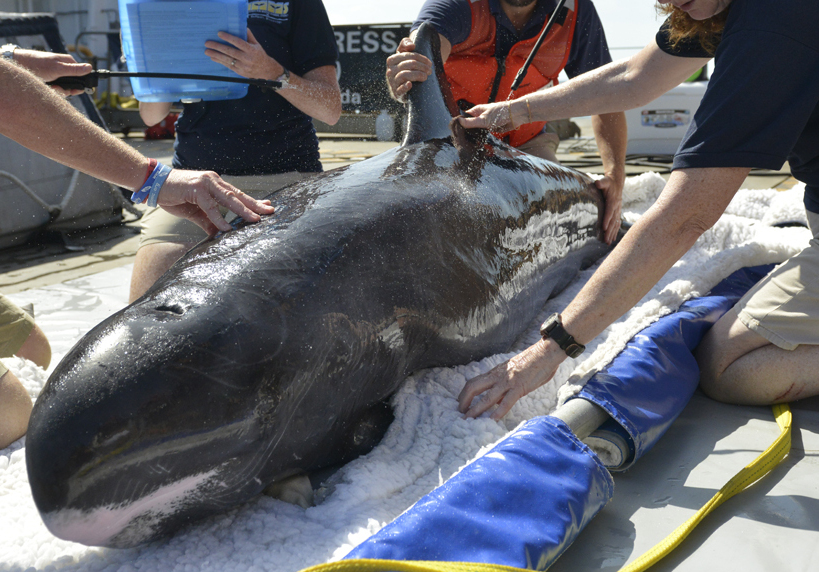
들고양이고래

## 같이 보기
- 고래류의 종 목록
- 해양생물학